# Pachychalina alveopora
Pachychalina alveopora är en svampdjursart som beskrevs av Topsent 1906. Pachychalina alveopora ingår i släktet Pachychalina och familjen Niphatidae.
Artens utbredningsområde är Röda havet. Inga underarter finns listade i Catalogue of Life.